# Čara (villaggio Russia)
Čara (in russo Чара?) è un villaggio della Russia, centro amministrativo del distretto Kalarskij del Territorio della Transbajkalia. Il 24 luglio 2020 è stato trasformato l'assetto amministrativo del distretto municipale con il suo trasferimento nell'insediamento di tipo urbano di Novaja Čara.
Il villaggio si trova sulla riva sinistra del fiume Čara, 690 km a nord-est di Čita e 17 km a nord della stazione ferroviaria di Novaja Čara sulla linea Bajkal-Amur.